# 王亥
王亥（？—夏泄十二年），子姓，王氏，名亥，或作振、垓、核、該、胲、永、泳。甲骨文称其为王亥、高且（祖）王亥。契之後，冥之子，王恆之兄長。商部落的第七任首領。而有學者認為，《山海經》等古籍中記載測地神話的主角豎亥，與王亥是同一個人物的化身。

## 家世
王亥的六世祖契因協助禹處理洪水完畢，被舜擔任司徒一職，負責掌管教育人民的權力，同時封於商（今陕西省商县），商部族因此誕生。高祖父相土在夏相在位時，為了馴養馬匹，而製作乘馬。
王亥的父親冥擔任夏少康的司空，後來在黃河身亡。

## 生平

### 早年
夏少康十一年，冥受朝廷的命令，被派去處理黃河的問題，那時的王亥開始協助父親。不過到夏杼十三年，父親在黃河而身亡。使商部族的人固定在冬至時，為了歌頌冥的功德而祭祀他。也因此王亥正式成為商部族的第七任首領。

### 擔任首領
即位之後，為了讓各地的運輸，而製作服牛這個運輸工具，方便馴養牛群。也因此讓部落的農業和畜牧業快速地發展，不過導致物品生產過剩。後來在夏芒三十三年，帶領族人遷居於殷。

### 遭到殺害
夏泄十二年，王亥為了要解決牛、羊過剩的問題，於是跟其弟恆討論如何跟其他部落以物換物。決定好之後，與恆選一些有活力的牧人，一起親自把這些動物送至有易國（今河北省易縣一帶）。
而有易國國君姒綿臣聽到此消息之後，而準備一道道豐盛的料理，迎接王亥、恆等人的到來。後來綿臣的妻子看上了王亥，而招惹綿臣的嫉妒。於是綿臣暗中聯合一位衛士，準備暗殺王亥。某一天，王亥醉醺醺地回房睡覺。而刺客趁機拿著斧頭從後門潛入王亥的房間，最後把他的身體被切成了八塊。沒過多久，刺客被某位宮女發現。然後裡面的士兵捉住他，給有易君處置。

## 身後
當綿臣知道王亥的死時，把王亥帶來的牧人和動物，通通歸自己所有；然後把其屍體和恆趕出有易國。
商朝建立之後，歷任君主為了紀念祖先的功勞，而對於王亥和其姪上甲微的祭祀非常慎重，另外追尊王亥的廟號為高祖。

## 歷史資料
王亥在《史記》卷三「殷本紀」被提到过，但司馬遷沒有撰寫其事蹟。相較之下，有許多史料筆記散於其他書籍。但大多提到「作服牛」一事，而少數提到其他事蹟。其中《今本竹書紀年》、《天問》對王亥的事蹟描述較多。

## 家族
- 先世：
  - 六世祖：契[1]
  - 五世祖：昭明[1]
  - 高祖父：相土[1]
  - 曾祖父：昌若[1]
  - 祖父：曹圉[1]
  - 父親：冥[1]

- 兄弟：
  - 弟：王恆[18]

- 子：
  - 侄子[18]：上甲微[1]